# Chaîne de contrôle
La chaîne de contrôle (ou chaîne de traçabilité) est un processus qui permet d'assurer la traçabilité et la sécurité des documents, objets ou substances sensibles, depuis leur origine jusqu'à leur destination finale. Elle est utilisée dans divers domaines, notamment le droit, la criminalistique, la logistique, la médecine et l'industrie, pour garantir que les éléments concernés n'ont pas été altérés ou compromis au cours de leur manipulation ou de leur transport.

## Définition
La chaîne de contrôle désigne l’ensemble des étapes de documentation et de vérification qu’un objet ou document subit, impliquant une série de personnes ou d’entités autorisées. Chaque transfert ou manipulation est enregistré avec précision, incluant l'identité du responsable, l'heure, la date, et le lieu de l'intervention.

## Objectifs
Les objectifs principaux de la chaîne de contrôle sont :
- Assurer l’intégrité d’un élément (preuve, échantillon, marchandise) ;
- Prévenir les falsifications, pertes ou substitutions ;
- Garantir la conformité avec les standards légaux ou industriels ;
- Renforcer la transparence et la responsabilité dans la gestion d’éléments sensibles.

## Domaines d’application

### 1. Criminalistique et droit
Dans le cadre judiciaire, la chaîne de contrôle est cruciale pour que les preuves recueillies (empreintes, objets, prélèvements biologiques, etc.) soient recevables en justice. Elle permet de démontrer que les preuves n’ont pas été altérées entre leur collecte sur le terrain et leur présentation devant un tribunal.

### 2. Industrie pharmaceutique et médicale
La chaîne de contrôle est appliquée pour assurer la traçabilité des produits pharmaceutiques, du fabricant au patient. Cela permet de prévenir les contrefaçons et de faciliter les rappels de lots en cas de problème de sécurité.

### 3. Logistique et transport
Dans les chaînes d’approvisionnement, la chaîne de contrôle permet de suivre les mouvements des marchandises, d’assurer leur authenticité, et de respecter les normes de stockage et de transport.

### 4. Informatique et cybersécurité
En sécurité de l’information, la chaîne de contrôle s’applique à la gestion des données sensibles ou confidentielles, notamment dans le cadre d’enquêtes numériques ou de gestion d’accès.

## Procédures typiques
Une chaîne de contrôle rigoureuse comprend :
- L’identification unique de l’élément ;
- Un système de documentation horodaté (écrit ou électronique) ;
- Des sceaux de sécurité ou dispositifs d’inviolabilité ;
- Un suivi continu jusqu'à la destination finale ;
- Un audit ou une vérification externe dans certains cas.

### Enjeux et limites
Une chaîne de contrôle brisée ou mal documentée peut compromettre la validité d’un élément, notamment dans le domaine juridique. Cela peut entraîner le rejet de preuves, la suspension de procédures ou la perte de confiance dans un système.